# Mễ Dịch
Mễ Dịch (chữ Hán giản thể: 米易县, Hán Việt: Mễ Dịch huyện) là một huyện thuộc địa cấp thị Phàn Chi Hoa, Cộng hòa Nhân dân Trung Hoa. Huyện Vinh có diện tích 2.153 km², dân số năm 2002 là 200.000 người.
Quận Mễ Dịch được chia ra 7 trấn, 1 hương và 4 hương dân tộc.
- Trấn: Phàn Liên, Bính Cốc, Đắc Thạch, Á Khẩu, Phổ Uy, Tản Liên, Bạch Mã.
- Hương: Thảo Trường.
- Hương dân tộc: hương dân tộc Di Bạch Pha, hương dân tộc Di Ma Lũng, hương dân tộc Lật Túc Tân San, hương dân tộc Di Loan Khâu.